# Río Getar
Getar (Գետառ), antes escrito Gedar, es un pequeño río de Armenia que atraviesa la provincia de Kotayk' y las zonas centrales de la capital Ereván. Nace cerca del pueblo de Mayakovski en las partes occidentales de las montañas de Geghama, fluye a través de Avan-Arinj y se une al Hrazdan en las afueras de Ereván. Su longitud es de unos 24 kilómetros (14,9 mi).

## El puente

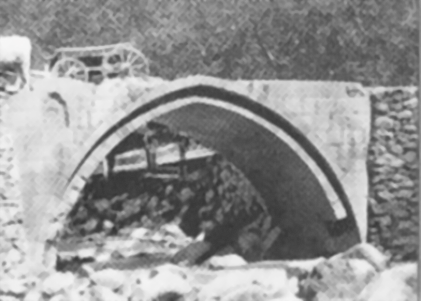
Túnel que une río Getar con el Hrazdan para evitar futuras inudaciones.

En 1664 se construyó un puente sobre el río Getar, cerca del antiguo distrito de Nork, en el lado opuesto a la entrada del Zoológico de Ereván. La estructura fue construida por un arquitecto llamado Grigor con el apoyo financiero de vardapet Hovhannes de Nork. El puente tuvo una gran importancia en el pasado, ya que servía como única vía de paso desde el norte hasta Ereván. Fue uno de los pocos edificios de la zona que sobrevivió al devastador terremoto de 1679. Bajo el gobierno soviético, en la década de 1950, el puente fue renovado y se le concedió protección estatal. El puente se ha conservado bien hasta hoy y tiene 7 metros de altura.

## Los flujos de lodo
A lo largo de la historia se han producido varios flujos de lodo del Getar, los más notables de los cuales ocurrieron en 1860, 1866, 1873, 1912, 1923, 1924, 1946, 1947 y 1950.
La última avalancha de lodo grave de Getar se produjo el 25 de mayo de 1946. La avalancha de lodo "causó graves daños y destrucción en la ciudad. Alrededor de 800 casas fueron destruidas y otras 630 sufrieron graves daños". La inundación comenzó a las 8:30 p. m. y duró cinco horas y media. En ella participaron Alaverdyan, Nalbandyan y la calle Abovyan y dejó unas 200 víctimas. Tras la inundación, los lugareños se sorprendieron al encontrar rocas de 2 a 3 metros de diámetro depositadas en las calles.
Durante la década de 1950, se llevaron a cabo una serie de proyectos hidrotécnicos y de repoblación forestal que incluían un túnel que unía el río Getar con el Hrazdan para evitar futuras inundaciones de lodo en Ereván.